# Basse-Loire
La Basse-Loire ou basse Loire est une région naturelle française correspondant à l'un des bassins hydrologiques de la Loire, la Loire inférieure, située entre le Bec de Vienne à Candes-Saint-Martin et l'estuaire.
La région correspond à la partie de la vallée de la Loire située dans les départements de Maine-et-Loire et de Loire-Atlantique.

## Géographie
La basse-Loire est la partie avale de la vallée de la Loire, comprise entre le Maine-et-Loire au nord de la Loire et la ville portuaire de Saint-Nazaire. Il se subdivise en deux parties géographiques : 
- En amont, la Basse Loire Angevine et Armoricaine s'écoulant approximativement depuis Montsoreau jusqu'à Nantes[3]. Le lit de la Loire traverse le Massif armoricain qui s'étend depuis la Bretagne jusqu'à l'agglomération d'Angers.

- En aval de Nantes, l'Estuaire de la Loire où se mêlent les eaux de la Loire et de l'océan Atlantique. L'Estuaire a pour extrémités occidentales les communes de Saint-Nazaire sur la rive Nord et Saint-Brevin-les-Pins sur la rive Sud.

La Basse-Loire recouvre des significations historiques et géographiques variées correspondant à trois fonctions marquantes : frontière historique et politique de l'Antiquité jusqu'à nos jours, centre économique et politique, lieu d'ouverture et d'échange entre la Loire et l'océan.
Cette région naturelle, aux contours flous, chevauche ou succède en aval à la région naturelle du Val de Loire.

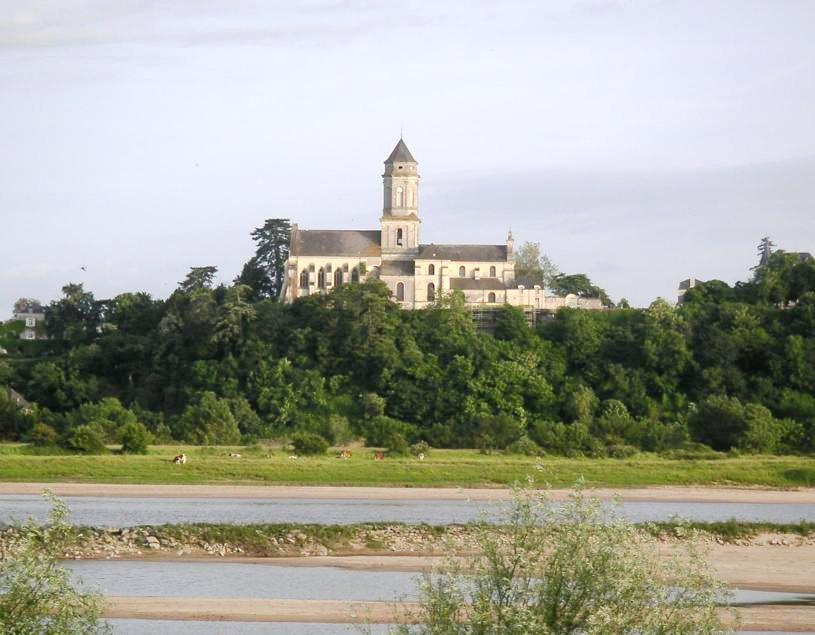
La Loire devant l'abbaye de Saint-Florent-le-Vieil.
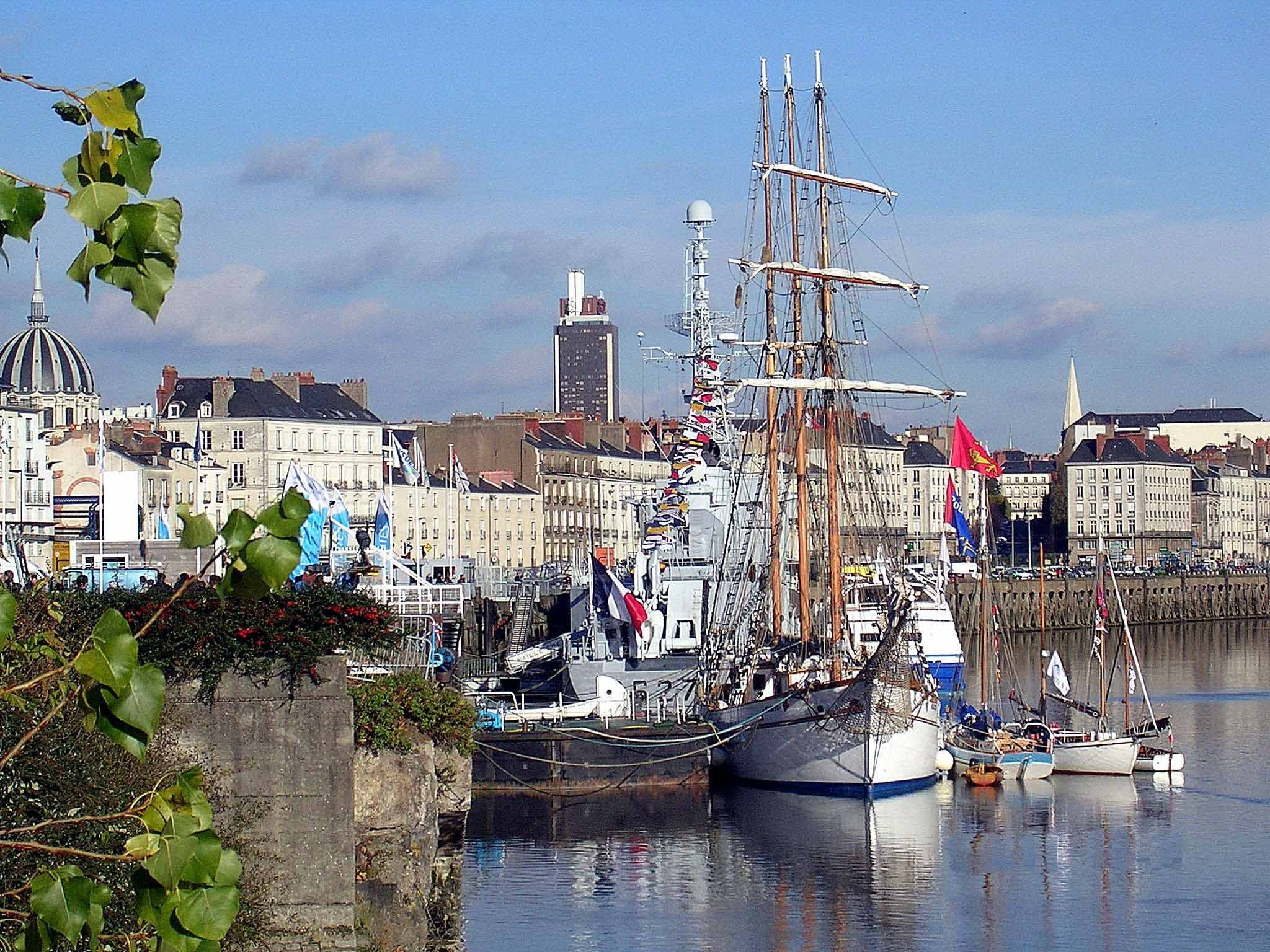
Le port de Nantes.
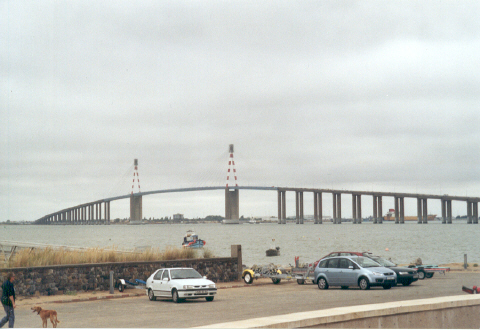
Le pont de Saint-Nazaire.

## Histoire
La Basse-Loire était une frontière politique et humaine durant l'Antiquité. La Loire, notamment la partie armoricaine, constituait la limite entre les peuples gaulois des Namnètes (actuelle rive nord) et des Pictons (rive sud, ancêtres des poitevins). 
Il existe toutefois des interrogations sur le territoire du pays de Retz, une zone probablement peuplée par les Ambilatres et les Anagnutes,. Néanmoins les fouilles archéologiques sur la commune de Rezé (rive sud) révèlent l'importance d'un port picton de Ratiatum, (Portus Ratiatus ou Ratiatum pictonum portus) situé sur le Seil, un ancien bras de la Loire. Le seul moyen de relier les deux rives à l'époque était les embarcations fluviales et maritimes. Les recherches archéologiques ont montré l'importance des échanges dès cette époque entre Namnètes, Pictons, Andécaves et Vénète.
Lors de la conquête romaine, la Basse-Loire devient une frontière administrative entre la Gaule Aquitaine (Gallia Aquitania) d'un côté et la Gaule lyonnaise (Gallia lugdunensis) de l'autre.

## Navigabilité
La Basse-Loire est navigable de l'estuaire jusqu'au confluent de la Maine à Bouchemaine, près d'Angers. Les péniches et autres gabares peuvent ainsi atteindre le port d'Angers en naviguant sur cet affluent de la Loire.

## Les crues océaniques
Ce sont les plus fréquentes des crues de la Loire. Elles se produisent principalement en hiver et sont provoquées par des phénomènes pluvieux venant de l'Atlantique. En Basse-Loire, elles peuvent atteindre la limite de débordement des levées.

## Protection écologique
La Basse-Loire, et plus généralement l’ensemble du bassin de la Loire, rassemble plusieurs espaces naturels sensibles. La restauration et la gestion de ces espaces naturels fragiles du bassin de la Loire et la restauration de la dynamique des milieux naturels aquatiques, contribuent à la reconquête de la Loire et à sa protection entre Nantes et Bouchemaine d'une part et entre Nantes et l'estuaire d'autre part.
Elle est protégée par deux sites Natura 2000 : une Zone de protection spéciale (ZPS) et un Site d'intérêt communautaire (SIC) ayant chacun une superficie propre.